# ドリス・ホームズ・ブレイク
ドリス・ホームズ・ブレイク（Doris Holmes Blake、旧姓名：ドリス・ミルドレッド・ホームズ、Doris Mildred Holmes、1892年1月11日 - 1978年12月3日）は、アメリカ合衆国の昆虫学者、科学イラストレーター。
ハムシの研究の専門家であった。

## 経歴
ドリス・ホームズは、マサチューセッツ州ストウトンで、中産階級の家庭に育った。1913年にボストン大学からB.A.を取得し、1917年にはラドクリフ・カレッジから動物学および心理学のM.A.を取得した。ボストン大学在学中にアルファ・デルタ・パイの会員になった。1918年に植物学者、植物分類学者であったシドニー・フェイ・ブレイクと結婚し、1919年から1928年にかけて アメリカ合衆国農務省の昆虫学局で働いた。1928年以降は合衆国国立博物館 (United States National Museum) の昆虫学部門で働いた。1933年、夫が同部門に雇用されたため、一家族から政府の公務につけるのは一人だけとする法律の定めにより、辞職を強いられたが、その後もワシントンD.C.のスミソニアン学術協会の無給のアソシエイトとして、死去するまで甲虫の研究を続けた。
残された文書類には昆虫学的ないし植物学的素描のほか、学術的ではない文章も含まれている。また文書類の中には、ブレイクや家族、またスミソニアン学術協会や農務省の同僚であった昆虫学者たち多数の写真が含まれている。

## 著作
- A review of the beetles of the genus Disonycha occurring in America north of Mexico, 1934. Smithsonian Institution.
- A study of LeConte's species of the chrysomelid genus Graphops with descriptions of some new species, 1955
- A review of the beetles of the genus Neobrotica and some closely related genera, 1966. Proceedings of the United States National Museum, v. 118, no. 3529.
- A review of the beetles of the genus Metachroma Chevrolat (Coleoptera: Chrysomelidae), 1970. Smithsonian contributions to zoology, no. 57.
- The costate species of Colaspis in the United States (Coleoptera: Chrysomelidae), 1974. Smithsonian contributions to zoology, no. 181.
- The brown semicostate and costate species of Colaspis in Mexico and Central America (Coleoptera: Chrysomelidae), 1976. Technical bulletin (United States. Dept. of Agriculture), no. 1534.